# Frauenneuharting
Frauenneuharting er en kommune i Landkreis Ebersberg i Regierungsbezirk Oberbayern i den tyske delstat Bayern. Den er en del af Verwaltungsgemeinschaft Aßling.

## Geografi
Frauenneuharting ligger i Planungsregion München.

### Inddeling
- Aichat
- Alme
- Anger
- Baumberg
- Biebing
- Buch
- Eichbichl
- Eschenloh
- Gersdorf
- Graben
- Großaschau
- Hagenberg
- Haging
- Halbeis
- Haus
- Heimgarten
- Hochholz
- Höhenberg
- Hungerberg
- Jakobneuharting
- Kleinaschau
- Knogl
- Lacke
- Lauterbach
- Lindach
- Moosen
- Oed
- Raunstädt
- Reith
- Ried
- Schaurach
- Spezigraben
- Stachet
- Tegernau
- Wimpersing